# Ferd Crone
Ferdinandus Johannes Maria (Ferd) Crone (Dordrecht, 19 juli 1954) is een Nederlands politicus. Namens de Partij van de Arbeid maakte hij van 1994 tot 2007 deel uit van de Tweede Kamer. Vanaf 15 november 2007 tot 26 augustus 2019 was Crone burgemeester van de gemeente Leeuwarden. Op 11 juni 2019 werd hij geïnstalleerd als lid van de Eerste Kamer.

## Levensloop
Ferd Crone studeerde economie aan de Universiteit van Amsterdam. In het verleden was hij onder meer de voorzitter van de studentenvakbond ASVA, voorzitter van de Socialistische Uitgeverij Amsterdam (SUA) en lid van diverse bestuursorganen van de Economische faculteit der Universiteit van Amsterdam. Crone was werkzaam bij de FNV en later als hoofd afdeling mondiaal milieubeleid op het ministerie van Volkshuisvesting, Ruimtelijke Ordening en Milieubeheer. Ook was hij lid van de SER.
Bij de Tweede Kamerverkiezingen 1994 werd Crone gekozen in het parlement. Hij was financieel woordvoerder en woordvoerder elektriciteitsmarktbeleid. Ook maakte hij deel uit van het bestuur van de Tweede Kamerfractie van zijn partij. Hij diende initiatiefvoorstellen in over de toegankelijkheid en bereikbaarheid van basisbetaaldiensten (2004), over beperking van ongewenste stilzwijgende verlenging van lidmaatschappen en abonnementen (2006) en over rechtsbescherming van belastingplichtigen bij controlehandelingen van de fiscus (2006).
Bij de vorming van het kabinet-Balkenende IV werd Crone genoemd als mogelijk minister of staatssecretaris van Financiën of Economische Zaken. Hij bleef echter lid van de Tweede Kamer.
Een jaar na de Tweede Kamerverkiezingen 2006 vertrok hij uit het parlement om burgemeester van Leeuwarden te worden. Bij zijn vertrek uit de landelijke politiek werd hij benoemd tot Ridder in de Orde van Oranje-Nassau. Op 1 januari 2014 werd de gemeente Boornsterhem opgeheven waarbij een deel aan Leeuwarden werd toegevoegd; op die datum werd Crone de waarnemend burgemeester van de nieuwe gemeente Leeuwarden. Eind mei 2014 werd hij door de nieuwgekozen gemeenteraad voorgedragen voor een nieuwe termijn als burgemeester; op 13 juni 2014 heeft de ministerraad deze voordracht overgenomen en hem benoemd per 30 juni 2014.
Eind november 2018 kondigde hij zijn afscheid aan als burgemeester van Leeuwarden wegens zijn kandidatuur voor de Eerste Kamerverkiezingen van 2019. In mei 2019 heeft de gemeenteraad van Leeuwarden besloten Sybrand Buma voor te dragen als nieuwe burgemeester van Leeuwarden.
Per 26 augustus 2019 is Buma begonnen als Burgemeester van Leeuwarden.
Naast zijn Eerste Kamerlidmaatschap heeft Crone diverse nevenfuncties; zo is hij voorzitter van de Raad van Toezicht van het Stimuleringsfonds Volkshuisvesting Nederlandse gemeenten (SVn), voorzitter van de Raad van Toezicht van het Koninklijk Nederlands Meteorologisch Instituut (KNMI) en lid van de Raad van Toezicht van het Platform31.
Ferd Crone · Mary Fiers · Roel van Gurp · Hetty Janssen · Farah Karimi · Saskia Kluit · Randy Martens · Artie Ramsodit-de Graaf · Jeroen Recourt · Daan Roovers · Paul Rosenmöller · Noortje Thijssen · Gala Veldhoen · Mei Li Vos
- International Standard Name Identifier: 0000 0000 2642 7740
- Library of Congress Control Number: n82048493
- Nederlandse Thesaurus van Auteursnamen: 074126814
- Parlement.com: vg09lll4oqzu
- Virtual International Authority File: 23481234
- WorldCat: E39PBJbCPRxcWkGDMtcWXPXDbd